# IC 1413-2
IC 1413-2 — галактика типу S (спіральна галактика) у сузір'ї Водолій.
Цей об'єкт міститься в оригінальній редакції індексного каталогу.